# Октябрьское (Амурская область)
Октя́брьское — село в Константиновском районе Амурской области, Россия. Входит в Коврижский сельсовет.

## География
Село Октябрьское стоит в 9 км от левого берега реки Амур.
Дорога к селу Октябрьское идёт на северо-запад от районного центра Константиновского района села Константиновка, расстояние — 12 км.
От села Октябрьское на запад идёт дорога к административному центру Коврижского сельсовета селу Коврижка.

## Население
| 2002 | 2010 | 2012 | 2013 | 2014 | 2015 | 2016 |
| ---- | ---- | ---- | ---- | ---- | ---- | ---- |
| 100  | ↗106 | ↗108 | ↘101 | ↘100 | ↗102 | ↗103 |
| 2017 | 2018 |      |      |      |      |      |
| ↘98  | ↗101 |      |      |      |      |      |

## Инфраструктура
- Сельскохозяйственные предприятия Константиновского района.

## Палеогенетика
У образца bla001 (1344—1270 л. н., VII век) со стоянки Oktyabr'skoe (burial 2) определили Y-хромосомную гаплогруппу C2a2-M217>MPB373/L1373>F1756 (ISOGG 2019) и митохондриальную гаплогруппу D4e4a.